# Pengzhongiella daicongchaoi
Pengzhongiella daicongchaoi (лат.) — вид мирмекофильных жуков рода Pengzhongiella Yin & Li, 2013 из подсемейства Pselaphinae (Staphylinidae). Эндемик Восточной Азии. Юго-западный Китай (Gaoligong Mountains, Юньнань). Длина 2 мм, красно-коричневые. Усики 11-члениковые, три концевых членика более крупные, образуют булаву. Глаза округлые, фронтальный рострум отсутствует. Каждое укороченное надкрылье с тремя редуцированными базальными углублениями. Обнаружены в муравейниках понериновых муравьёв вида Odontomachus monticola (это первый представитель подсемейства Pselaphinae, найденный у муравьёв рода Odontomachus). Вид был впервые описан в 2013 году и назван в честь шанхайских коллекционеров Zhong Peng и Cong-Chao Dai, собравших типовую серию жуков.